# مارجاريته آدم
مارجاريته آدم (بالألمانية: Margarete Adam)‏ هي مقاومة ألمانية، ولدت في 13 يوليو 1885، وتوفيت في 1946 في برلين في ألمانيا.